# Xenostylus sublineatus
Xenostylus sublineatus är en skalbaggsart som beskrevs av Bates 1885. Xenostylus sublineatus ingår i släktet Xenostylus och familjen långhorningar.
Artens utbredningsområde är Panama. Inga underarter finns listade i Catalogue of Life.